# Sonceboz-Sombeval
Sonceboz-Sombeval är en ort och kommun i distriktet Jura bernois i kantonen Bern, Schweiz. Kommunen har 1 913 invånare (2023).
Orten består av de sammanvuxna byarna Sonceboz och Sombeval. Ortens järnvägsstation heter Sonceboz-Sombeval.